# Ministri dell'agricoltura, dell'industria e del commercio del Regno d'Italia
I ministri dell'agricoltura, dell'industria e del commercio del Regno d'Italia si sono avvicendati, a più riprese e con denominazioni e funzioni differenti, dal 1861 (proclamazione del Regno d'Italia) al 1946 (nascita della Repubblica Italiana).

## Lista
| Ministro                                                        | Ministro                                        | Mandato                              | Governo                          |
| --------------------------------------------------------------- | ----------------------------------------------- | ------------------------------------ | -------------------------------- |
| Ministero dell'agricoltura, l'industria e il commercio          |                                                 |                                      |                                  |
|                                                                 | Giuseppe Natoli                                 | 23 marzo 1861 - 12 giugno 1861       | Governo Cavour IV                |
|                                                                 | Filippo Cordova                                 | 12 giugno 1861 - 3 marzo 1862        | Governo Ricasoli I               |
|                                                                 | Gioacchino Napoleone Pepoli                     | 4 marzo 1862 - 8 dicembre 1862       | Governo Rattazzi I               |
|                                                                 | Giovanni Manna                                  | 8 dicembre 1862 - 24 marzo 1863      | Governo Farini                   |
| 24 marzo 1863 - 28 settembre 1863                               | Giovanni Manna                                  | Governo Minghetti I                  |                                  |
|                                                                 | Luigi Torelli                                   | 28 settembre 1864 - 31 dicembre 1865 | Governo La Marmora II            |
|                                                                 | Domenico Berti ad interim                       | 31 dicembre 1865 - 29 giugno 1866    | Governo La Marmora III           |
|                                                                 | Filippo Cordova                                 | 20 giugno 1866 - 10 aprile 1867      | Governo Ricasoli II              |
|                                                                 | Francesco De Blasiis                            | 10 aprile 1867 - 5 gennaio 1868      | Governo Rattazzi II              |
|                                                                 | Luigi Guglielmo Cambray-Digny ad interim        | 27 ottobre 1867 - 28 novembre 1867   | Governo Menabrea I               |
|                                                                 | Emilio Broglio ad interim                       | 28 novembre 1867 - 5 gennaio 1868    | Governo Menabrea I               |
| 5 gennaio 1868 - 22 ottobre 1868                                | Emilio Broglio ad interim                       | Governo Menabrea II                  |                                  |
|                                                                 | Antonio Ciccone                                 | Governo Menabrea II                  | 22 ottobre 1868 - 13 maggio 1869 |
|                                                                 | Marco Minghetti                                 | 13 maggio 1869 - 14 dicembre 1869    | Governo Menabrea III             |
|                                                                 | Stefano Castagnola                              | 14 dicembre 1869 - 10 luglio 1873    | Governo Lanza                    |
|                                                                 | Gaspare Finali                                  | 10 luglio 1873 - 20 novembre 1876    | Governo Minghetti II             |
|                                                                 | Salvatore Majorana Calatabiano                  | 20 novembre 1876 - 25 dicembre 1877  | Governo Depretis I               |
| ministero soppresso il 26 dicembre 1877 dal Governo Depretis II |                                                 |                                      |                                  |
| ministero ricostituito il 30 giugno 1878 dal Governo Cairoli I  |                                                 |                                      |                                  |
|                                                                 | Benedetto Cairoli ad interim                    | 30 giugno 1878 - 10 novembre 1878    | Governo Cairoli I                |
|                                                                 | Enrico Pessina                                  | 10 novembre 1878 - 19 dicembre 1878  | Governo Cairoli I                |
|                                                                 | Salvatore Majorana Calatabiano                  | 19 dicembre 1878 - 14 luglio 1879    | Governo Depretis III             |
|                                                                 | Benedetto Cairoli ad interim                    | 14 luglio 1879 - 25 novembre 1879    | Governo Cairoli II               |
|                                                                 | Luigi Miceli                                    | 25 novembre 1879 - 29 maggio 1881    | Governo Cairoli III              |
|                                                                 | Domenico Berti                                  | 29 maggio 1881 - 25 maggio 1883      | Governo Depretis IV              |
| 25 maggio 1883 - 30 marzo 1884                                  | Domenico Berti                                  | Governo Depretis V                   |                                  |
|                                                                 | Bernardino Grimaldi                             | 30 marzo 1884 - 29 giugno 1885       | Governo Depretis VI              |
| 29 giugno 1885 - 4 aprile 1887                                  | Bernardino Grimaldi                             | Governo Depretis VII                 |                                  |
|                                                                 | Luigi Miceli                                    | 4 aprile 1887 - 29 luglio 1887       | Governo Depretis VIII            |
| 29 luglio 1887 - 9 marzo 1889                                   | Luigi Miceli                                    | Governo Crispi I                     |                                  |
| 9 marzo 1889 - 6 febbraio 1891                                  | Luigi Miceli                                    | Governo Crispi II                    |                                  |
|                                                                 | Bruno Chimirri                                  | 6 febbraio 1891 - 31 dicembre 1891   | Governo di Rudinì I              |
|                                                                 | Antonio Starabba, marchese di Rudinì ad interim | 31 dicembre 1891 - 15 maggio 1892    | Governo di Rudinì I              |
|                                                                 | Pietro Lacava                                   | 15 maggio 1892 - 15 dicembre 1893    | Governo Giolitti I               |
|                                                                 | Paolo Boselli                                   | 15 dicembre 1893 - 14 giugno 1894    | Governo Crispi III               |
|                                                                 | Augusto Barazzuoli                              | 14 giugno 1894 - 10 marzo 1896       | Governo Crispi IV                |
|                                                                 | Francesco Guicciardini                          | 10 marzo 1896 - 11 luglio 1896       | Governo di Rudinì II             |
| 11 luglio 1896 - 14 dicembre 1897                               | Francesco Guicciardini                          | Governo di Rudinì III                |                                  |
|                                                                 | Francesco Cocco-Ortu                            | 14 dicembre 1897 - 1º giugno 1898    | Governo di Rudinì IV             |
|                                                                 | Antonio Starabba, marchese di Rudinì ad interim | 1º giugno 1898 - 29 giugno 1898      | Governo di Rudinì V              |
|                                                                 | Alessandro Fortis                               | 29 giugno 1898 - 14 maggio 1899      | Governo Pelloux I                |
|                                                                 | Antonio Salandra                                | 14 maggio 1899 - 24 giugno 1900      | Governo Pelloux II               |
|                                                                 | Paolo Carcano                                   | 24 giugno 1900 - 15 febbraio 1901    | Governo Saracco                  |
|                                                                 | Silvestro Picardi                               | 15 febbraio 1901 - 18 aprile 1901    | Governo Zanardelli               |
|                                                                 | Giuseppe Zanardelli ad interim                  | 18 aprile 1901 - 4 agosto 1901       | Governo Zanardelli               |
|                                                                 | Guido Baccelli                                  | 4 agosto 1901 - 4 settembre 1901     | Governo Zanardelli               |
|                                                                 | Luigi Rava                                      | 3 settembre 1903 - 12 marzo 1905     | Governo Giolitti II              |
| 12 marzo 1905 - 27 marzo 1905                                   | Luigi Rava                                      | Governo Tittoni                      |                                  |
| 27 marzo 1905 - 24 dicembre 1905                                | Luigi Rava                                      | Governo Fortis I                     |                                  |
|                                                                 | Alessandro Fortis ad interim                    | 24 dicembre 1905 - 26 dicembre 1905  | Governo Fortis II                |
|                                                                 | Nerio Malvezzi de' Medici                       | 26 dicembre 1905 - 8 febbraio 1906   | Governo Fortis II                |
|                                                                 | Edoardo Pantano                                 | 8 febbraio 1906 - 29 maggio 1906     | Governo Sonnino I                |
|                                                                 | Francesco Cocco-Ortu                            | 29 maggio 1906 - 11 dicembre 1909    | Governo Giolitti III             |
|                                                                 | Luigi Luzzatti                                  | 11 dicembre 1909 - 31 marzo 1910     | Governo Sonnino II               |
|                                                                 | Giovanni Raineri                                | 31 marzo 1910 - 29 marzo 1911        | Governo Luzzatti                 |
|                                                                 | Francesco Saverio Nitti                         | 29 marzo 1911 - 21 marzo 1914        | Governo Giolitti IV              |
|                                                                 | Giannetto Cavasola                              | 21 marzo 1914 - 31 ottobre 1914      | Governo Salandra I               |
| 31 ottobre 1914 - 18 giugno 1916                                | Giannetto Cavasola                              | Governo Salandra II                  |                                  |
|                                                                 | Giuseppe de Nava                                | 18 giugno 1916 - 22 giugno 1916      | Governo Boselli                  |
| Ministero dell'industria, il commercio e il lavoro              |                                                 |                                      |                                  |
|                                                                 | Giuseppe de Nava                                | 22 giugno 1916 - 30 ottobre 1917     | Governo Boselli                  |
|                                                                 | Augusto Ciuffelli                               | 30 ottobre 1917 - 23 giugno 1919     | Governo Orlando                  |
|                                                                 | Dante Ferraris                                  | 23 giugno 1919 - 21 maggio 1920      | Governo Nitti I                  |
| Ministero dell'industria e il commercio                         |                                                 |                                      |                                  |
|                                                                 | Mario Abbiate                                   | 21 maggio 1920 - 3 giugno 1920       | Governo Nitti II                 |
|                                                                 | Giuseppe de Nava ad interim                     | 3 giugno 1920 - 15 giugno 1920       | Governo Nitti II                 |
|                                                                 | Giulio Alessio                                  | 15 giugno 1920 - 4 luglio 1921       | Governo Giolitti V               |
|                                                                 | Bortolo Belotti                                 | 4 luglio 1921 - 26 febbraio 1922     | Governo Bonomi I                 |
|                                                                 | Teofilo Rossi                                   | 26 febbraio 1922 - 1º agosto 1922    | Governo Facta I                  |
| 1º agosto 1922 - 28 ottobre 1922                                | Teofilo Rossi                                   | Governo Facta II                     |                                  |
| 28 ottobre 1922 - 5 luglio 1923                                 | Teofilo Rossi                                   | Governo Mussolini                    |                                  |
| Ministero dell'economia nazionale                               |                                                 |                                      |                                  |
|                                                                 | Orso Mario Corbino                              | 5 luglio 1923 - 1º luglio 1924       | Governo Mussolini                |
|                                                                 | Cesare Nava                                     | 1º luglio 1924 - 10 luglio 1925      | Governo Mussolini                |
|                                                                 | Giuseppe Belluzzo                               | 10 luglio 1925 - 9 luglio 1928       | Governo Mussolini                |
|                                                                 | Alessandro Martelli                             | 9 luglio 1928 - 12 settembre 1929    | Governo Mussolini                |
| Ministero delle corporazioni                                    |                                                 |                                      |                                  |
|                                                                 | Giuseppe Bottai                                 | 12 settembre 1929 - 20 luglio 1932   | Governo Mussolini                |
|                                                                 | Benito Mussolini ad interim                     | 20 luglio 1932 - 11 giugno 1936      | Governo Mussolini                |
|                                                                 | Ferruccio Lantini                               | 11 giugno 1936 - 31 ottobre 1939     | Governo Mussolini                |
|                                                                 | Renato Ricci                                    | 31 ottobre 1939 - 6 febbraio 1943    | Governo Mussolini                |
|                                                                 | Carlo Tiengo                                    | 6 febbraio 1943 - 19 aprile 1943     | Governo Mussolini                |
|                                                                 | Tullio Cianetti                                 | 19 aprile 1943 - 25 luglio 1943      | Governo Mussolini                |
|                                                                 | Leopoldo Piccardi                               | 25 luglio 1943 - 9 agosto 1943       | Governo Badoglio I               |
| Ministero dell'industria, del commercio e del lavoro            |                                                 |                                      |                                  |
|                                                                 | Leopoldo Piccardi                               | 9 agosto 1943 - 11 febbraio 1944     | Governo Badoglio I               |
|                                                                 | Epicarmo Corbino                                | 11 febbraio 1944 - 17 aprile 1944    | Governo Badoglio I               |
|                                                                 | Attilio Di Napoli                               | 22 aprile 1944 - 8 giugno 1944       | Governo Badoglio II              |
|                                                                 | Giovanni Gronchi                                | 18 giugno 1944 - 10 dicembre 1944    | Governo Bonomi II                |
| 12 dicembre 1944 - 21 giugno 1945                               | Giovanni Gronchi                                | Governo Bonomi III                   |                                  |
| Ministero dell'industria e il commercio                         |                                                 |                                      |                                  |
|                                                                 | Giovanni Gronchi                                | 21 giugno 1945 - 8 dicembre 1945     | Governo Parri                    |
| 10 dicembre 1945 - 1º luglio 1946                               | Giovanni Gronchi                                | Governo De Gasperi I                 |                                  |